# اندیس آنومالی یمینان بالا
آنومالی یمینان بالا یک اندیس فلزی است که در حوالی شهر کامیاران استان کرمانشاه قرار دارد و مادهٔ معدنی موجود در آن، طلا است.  